# Catherine Belkhodja
Pour les autres membres de la famille, voir Famille Belkhodja.
Catherine Belkhodja, née le 15 avril 1955 à Paris, est une actrice, réalisatrice et éditrice franco-algérienne. Elle est la mère des actrices, scénaristes et réalisatrices Maïwenn et Isild Le Besco.

## Biographie

### Famille
Née à Paris, Catherine Belkhodja est la fille de Jeanne Mauborgne et de Kadour Belkhodja,, qui a fait la guerre d'Algérie du côté du FLN.

### Jeunesse et formation
Elle accomplit, à Alger, ses études secondaires, écrit ses premières nouvelles et commence à étudier le théâtre, la musique et les beaux-arts.
Licenciée en philosophie, elle travaille tout d'abord dans l'éducation nationale. Après l'obtention d'un diplôme d'architecte, elle se spécialise en architecture bioclimatique et devient urbaniste à la Préfecture de Paris. Elle poursuit ses recherches en architecture solaire en Belgique, et part en Égypte étudier l'architecture de terre avec Hassan Fathy après l'obtention d'un diplôme d'études approfondies (DEA) en esthétique sous la direction d'Olivier Revault d'Allonnes à la Sorbonne. Elle publie ses premiers articles dans les journaux Le Sauvage et Sans frontières et écrit son premier scénario.
De retour à Paris, elle suit les cours du Conservatoire national supérieur d'art dramatique et obtient ses premiers rôles à la télévision ou au cinéma.

### Journalisme et cinéma
Catherine Belkhodja devient ensuite reporter à l'agence Gamma et réalise de nombreux sujets pour différentes émissions comme Moi je, Sexy Folies, Mosaïque, Envoyé spécial, Des racines et des ailes, Faut pas rêver, Océaniques.
Lors d'un reportage, elle se fait remarquer par Philippe Alfonsi qui lui propose alors de présenter le nouveau magazine qu'il est en train de mettre en place avec Maurice Dugowson et lui demande de participer au concept. Elle suggère alors comme plateau ambulant pour l'émission un taxi qui se déplace de nuit dans Paris. La présentatrice pose des questions à ses invités dans sa voiture dans l'émission Taxi, qui reçoit un 7 d'or.
En 1987, elle réalise le documentaire Reflet perdu du miroir, diffusé sur FR3.
Collaboratrice et actrice fétiche de Chris Marker pendant une trentaine d'années sur de nombreux projets, Catherine Belkhodja participe aux installations présentées au Centre Pompidou avec Spectre, comprenant des extraits des courts métrages Parfaitement imparfaite et Monsieur Clou dont Chris Marker a réalisé les effets spéciaux, et qui avaient été présentés aux Beaux-Arts de Paris lors d'une exposition consacrée aux clous en 1993.
Elle fonde en 1994 la maison de production et d'édition Karedas et en devient la directrice artistique,.
En 1995, elle participe au projet audiovisuel Silent Movie, monté par Chris Marker, une installation vidéo commandée par le Wexner Center for the Arts, notamment présentée au MoMA de New York. Marker fait également appel à elle pour le clip de Electronic Getting Away With It. Toujours pour celui-ci, elle interprète en 1997 le rôle principal de Laura dans le film Level Five, co-produit avec Karedas.
Une étude consacrée à l'œuvre de Chris Marker Zapping Zone par le MNAM-Centre Pompidou en 2019 interroge la part de création de Catherine Belkhodja dans cette vaste installation multimédia, soulevant l'importance de sa présence dans de nombreuses images vidéo et informatiques présentées dans l'installation. L'œuvre a notamment intégré, dans l'une de ses versions, plusieurs extraits de courts métrages de Catherine Belkhodja, Parfaitement imparfaite, Monsieur Clou, et Place des Vosges.
Elle collabore également à L'Autre Journal et La Légende du siècle, Wasabi, Psychologies magazine, Vertigo, et cofonde le périodique Marco Polo magazine, spécialisé sur l'Asie.

### Autre
Catherine Belkhodja est la fondatrice du grand concours international de haïku Marco-Polo.[réf. nécessaire] Créé en 2005, il prime chaque année les meilleurs auteurs de haïku, en provenance de dix pays.

### Engagements
Elle a fondé[Quand ?] l'association Belleville Galaxie, très impliquée dans l'animation culturelle de quartier et l'organisation d'évènements culturels internationaux.
Militante écologiste, elle est engagée dans la défense de l'environnement et le développement des énergies renouvelables. Elle est, dans les années 2010, membre d'Europe Écologie Les Verts.[réf. nécessaire]
Le 28 février 2019, elle est l'une des 400 cosignataires de la tribune parue dans le journal Libération : « L’antisionisme est une opinion, pas un crime ».

### Vie privée et descendance
Catherine Belkhodja a eu cinq enfants, dont les trois aînés avec l'acteur Patrick Le Besco :
- Maïwenn (de son nom complet Maïwenn Le Besco), réalisatrice et actrice née en 1976.
- Jowan Le Besco, documentariste et chef opérateur, notamment dans les films réalisés par Maïwenn, né en 1981.
- Isild Le Besco, actrice et réalisatrice née en 1982.
- Léonor Graser, sa plus jeune fille, née en 1984, a pour père le journaliste Antoine Silber[10]. Elle a également tenu quelques rôles dans des films[11].
- Kolia Litscher (en), son plus jeune fils, né en 1991, qui a pour père Hans-Peter Litscher[10], a joué dans deux films réalisés par Isild Le Besco. .

## Filmographie

### Cinéma

#### Longs métrages
- 1980 : La Chanson du mal-aimé de Claude Weisz
- 1982 : Le Cadeau de Michel Lang
- 1982 : Pour cent briques, t'as plus rien d'Édouard Molinaro
- 1984 : Une maille à l'endroit, une maille à l'envers de Madeleine Laïk
- 1986 : Nuit docile de Guy Gilles
- 1986 : Noir et blanc de Claire Devers
- 1987 : Cinématon #999 de Gérard Courant
- 1988 : L'Autre Nuit de Jean-Pierre Limosin
- 1996 : La Propriétaire de Ismail Merchant
- 1996 : Level Five de Chris Marker
- 1997 : Silent Movie de Chris Marker
- 1998 : La Puce d'Emmanuelle Bercot : La mère
- 2001 : Roberto Succo de Cédric Kahn
- 2005 : Concordia de Patrick Dell'Isola
- 2009 : Le Concert de Radu Mihaileanu
- 2010 : Bas-fonds de Isild Le Besco : Témoin
- 2014 : Lotus Bus de Jeon Soo-il

#### Courts métrages
- 1976 : L'Étourdie d'Annie Bertini
- 1980 : Fragments du discours amoureux de Denis Lazerme
- 1983 : Idylle de Françoise Prouvost
- 1984 : Le Compte-rendu de Benoît Peeters
- 1985 : Procès de l'œuf de Catherine Belkhodja
- 1987 : Noël chez Françoise et Pipo, Portrait de groupe #75 de Gérard Courant
- 1989 : Getting away with it de Chris Marker (clip vidéo d'Electronic - intégré à l'installation Zapping Zone (1990-1994), Centre Pompidou)
- 1989 : Les Invités de Rosette, Portrait de groupe #96 de Gérard Courant
- 1990 : Yoyo de Catherine Belkhodja, musique Gabriel Yared
- 1991 : Cinéma de Catherine Belkhodja, musique Gabriel Yared
- 1991 : Place des Vosges avec Isild Le Besco, intégré en 1994 à l'installation Zapping Zone (1990-1994), Centre Pompidou
- 1993 : Parfaitement imparfaite de Catherine Belkhodja (autre titre Spectre), intégré en 1994 à l'installation Zapping Zone (1990-1994), Centre Pompidou

### Télévision
- 1983 : Le Lavabo de Patrick Bouchitey mini série TV (Canal +)
- 1985 : Double face de Serge Leroy
- 1985 : Quelques hommes de bonne volonté de François Villiers (feuilleton TV)
- 1987 : Nuit docile de Guy Gilles : Nat Jones
- 1988 : L'Autre Nuit de Jean-Pierre Limosin : La mère
- 1996 : La Propriétaire de Ismail Merchant
- 2001 : Roberto Succo de Cédric Kahn : La mère de Léa
- 2013 : Metropolis ARTE
- 2013 : Thema (sur Chris Marker, 16 octobre 2013)

## Théâtre
- 1980 : La Maison de Bernarda. Théâtre de la Villette, mise en scène de Youssef Hamid
- 1984 : Correspondances littéraires, mise en scène de Madeleine Laïk au musée de la Poste
- 1986 : Le Voleur d'autobus, mise en scène Moussa Lekbkiri
- 2013 : Tephra, de Robert Stadler au Centre Pompidou (octobre 2013)
- 2014 : Le Depays de Chris Marker ; performance de Catherine Belkhodja, Étienne Sandrin au Collège des bernardins (musique de Rainier Lericollais et David Sanson, avril 2014)

## Éditrice
Karedas éditions :
- L'Ombre du caméléon de François Roche, distribué par l'Institut français d'architecture
- Correspondance anachronique de Nam et Sor (essai)  (ISBN 978-2-910961-40-4)
- Peintures de Dominique Maraval (arts plastiques contemporains)  (ISBN 978-2-910961-42-8)
- D'un instant à l'autre de Yves Brillon (Haiku, coll. « Kaiseki »)  (ISBN 978-2-910961-41-1)
- Amas d’étoiles, collectif : lauréat Marco Polo 2005 (Haiku, coll. « Kaiseki »)  (ISBN 978-2-910961-45-9)
- L'Heure du thé de Diane Descôteaux (Haiku, coll. « Kaiseki »)  (ISBN 978-2-910961-44-2)

## Publications

### Ouvrage personnel
- Roches noires, 2009, Karedas Éditions

### Ouvrages collectifs
- Haïdjins francophones, Karedas, coll. « Kaiseki », Paris, 2007
- Regards de femmes, AFH, à paraître, Lyon, 2008
- Dix vues du haïku, AFH, Paris 2007  (ISBN 2-9522178-1-5)
- La Rumeur du coffre à jouets, éditions L'Iroli  (ISBN 978-2-916616-09-4)
- La Lune dans les cheveux, éditions L'Iroli
- Une rencontre en voyage, éditions L'Iroli

### En revue
- « Voyage au pays de la papaye verte », Marco Polo magazine, no 7,‎ décembre 2004 (lire en ligne)
- Forcer à quitter (tanka), Haïkaï, Canada, juin 2006
- Roches noires (juinku), Haïkaï, Canada, décembre 2006
- L’araignée de fer, Carquois no 18, Canada, juin 2006
- Les félins attaquent les ombres (hankasen avec Diane Descôteaux), Haïkaï, Canada, août 2006
- Rêve d’octobre en juillet (kasen avec Diane Descôteaux), Haïkaï, Canada, oct. 2006
- Siv vitam hominum (kasen avec Diane Descôteaux), Haïkaï, Canada, déc. 06
- Talon d’Achille (avec Diane Descôteaux), Haïkaï, Canada, avril 2007
- Poumon cru (jusanbutsu avec Pascale Baud), Haïkaï, Canada, oct. 2006
- Mélodie en sous-sol (jusanbutsu avec Pascale Baud), Haïkaï, Canada, déc. 06
- Haïkus allemands, traductions et commentaires, Gong no 12, juillet 2006
- Petite leçon de haïku, Psychologies Magazine, Paris, janvier 2007
- Un mini recueil à relier soi-même (Conception), Marco Polo magazine no 12, nov. 06
- Écho d’Asie, revue de presse haïku, Marco Polo magazine no 12., Paris, novembre 2006
- Haïku : dans l'air du temps, Marco Polo magazine no 13, Paris, septembre 2007
- Les Cahiers de poésie 6, Luxembourg, 2006  (ISBN 2-916090-68-1)
- Les Cahiers de poésie 7, Luxembourg, 2006  (ISBN 2-916090-71-1)
- Revue Alter texto, Nouvelle-Calédonie, avril 2006  (ISSN 1763-3222)
- Revue du tanka francophone no 4 Montréal 2008 - Un peu d'ici
- Revue du tanka francophone no 5 Montréal 2008 - JE-HAIKU « haïku oulipien »
- 5,7,5 Bruxelles 2010 (haibun)
- Gong, avril 2011 (haïku)
- Brèves, mai 2011 (nouvelles)
- Vertigo no 46, spécial Chris Marker  (ISBN 9782355-261-251) (p. 65–70)